# Diocesi di Nicopoli di Armenia
La diocesi di Nicopoli di Armenia (in latino Dioecesis Nicopolitana in Armenia) è una sede soppressa del patriarcato di Costantinopoli e sede titolare della Chiesa cattolica.

## Storia
Nicopoli di Armenia, identificabile con Purkh (Pyurkh) nell'odierna Turchia, è un'antica sede episcopale della provincia romana dell'Armenia Prima nella diocesi civile del Ponto. Faceva parte del patriarcato di Costantinopoli ed era suffraganea dell'arcidiocesi di Sebastea.
Diversi sono i vescovi noti di questa antica diocesi. Teodoto, Frontone, Eufronio e Panestio sono menzionati in alcune lettere di san Basilio; Frontone fu un vescovo intruso, mentre Eufronio venne trasferito dalla diocesi di Colonia di Armenia. Giovanni è documentato in quattro occasioni: fu presente al concilio di Efeso del 449 e a quello di Calcedonia nel 451; nel 458 sottoscrisse la lettera dei vescovi dell'Armenia Prima all'imperatore Leone dopo la morte di Proterio di Alessandria; e nel 459 sottoscrisse la lettera sinodale di Gennadio I contro i simoniaci. Pietro è noto grazie all'esistenza del suo sigillo vescovile, datato al VII secolo. Fozio era presente al concilio detto in Trullo nel 692 e Giorgio al secondo concilio di Nicea nel 787.
Nel concilio di Costantinopoli dell'869-870 che condannò il patriarca Fozio di Costantinopoli, furono presenti due vescovi di Nicopoli di Armenia, Marciano e Tarasio: il primo appare in una lista di presenze, mentre Tarasio sottoscrisse gli atti conciliari. Infine il vescovo san Gregorio è menzionato nella prima metà dell'XI secolo a Orléans, dove visse alcuni anni all'epoca del vescovo Odolric de Broyes (1021-1035).
A causa dell'omonimia delle sedi, a questa diocesi sono attribuiti anche due vescovi di nome Nicola, il primo che prese parte al concilio di Costantinopoli dell'879-880 che riabilitò il patriarca Fozio, e il secondo che prese parte al sinodo patriarcale del 1147. Questi due vescovi sono assegnati, il primo all'arcidiocesi di Nicopoli al Nesto, e il secondo all'arcidiocesi di Nicopoli di Epiro.
La diocesi è menzionata nelle Notitiae Episcopatuum del patriarcato di Costantinopoli fino al XII secolo. Nel XIV secolo circa la sede fu soppressa e il suo territorio incorporato in quello della metropolia di Neocesarea. Nel XVIII secolo la diocesi fu restaurata, e nel 1889 fu elevata al rango di metropolia con il nome di "metropolia di Colonia".
Dal XV secolo Nicopoli di Armenia è annoverata tra le sedi vescovili titolari della Chiesa cattolica; la sede è vacante dal 2 marzo 1944.

## Cronotassi

### Vescovi greci
- Teodoto † (menzionato nel 372)
  - Frontone † (vescovo intruso)
- Eufronio † (circa 375 - ?)
- Panestio †
- Giovanni † (prima del 449 - dopo il 459)
- Pietro † (VII secolo)
- Fozio † (menzionato nel 692)
- Giorgio † (menzionato nel 787)
- Marciano † (menzionato nell'869/870)
- Tarasio † (menzionato nell'869/870)
- San Gregorio † (prima metà dell'XI secolo)

### Vescovi titolari
I vescovi di Nicopoli di Armenia appaiono confusi con i vescovi di Nicopoli al Nesto, Nicopoli di Epiro, Nicopoli all'Jantra e Nicopoli di Palestina, perché nelle fonti citate le cronotassi delle cinque sedi non sono distinte.
- Johannes Hutter, O.F.M. † (16 aprile 1451 - 25 dicembre 1478 deceduto)
- Georg Antworter, O.F.M. † (19 aprile 1479 - 17 marzo 1499 deceduto)
- Johannes Pettendorfer † (4 dicembre 1512 - 1525 dimesso)
- Alexander Dirre † (11 giugno 1668 - 21 novembre 1669 deceduto)
- Johann Joseph von Breuner † (15 dicembre 1670 - 4 luglio 1695 confermato arcivescovo di Praga)
- Gottfried Ulrich de la Margelle et d'Eysden † (3 dicembre 1696 - maggio 1703 deceduto)
- Franz Arnold von Wolff-Metternich zur Gracht † (17 dicembre 1703 - 21 maggio 1704 succeduto vescovo di Paderborn)
- James Gordon † (21 agosto 1705 - 18 febbraio 1746 deceduto)
- John MacDonald † (3 dicembre 1868 - 4 marzo 1878 nominato vescovo di Aberdeen)
- Stefano Benedetto Paulovic-Lucich † (13 dicembre 1880 - dopo il 1904)
- Jules-Joseph Cénez, O.M.I. † (25 gennaio 1909 - 2 marzo 1944 deceduto)